# The Story of Alexander Graham Bell
The Story of Alexander Graham Bell is een film uit 1939 onder regie van Irving Cummings. De film, die gebaseerd is op het leven van uitvinder Alexander Graham Bell, werd geproduceerd door Darryl F. Zanuck.
Don Ameche speelt de uitvinder in de film. Nadat de film werd uitgebracht, werd de telefoon ook wel de "Ameche" genoemd. Tevens is dit de enige film waar alle vier de zussen "Young" in te zien zijn: Loretta Young, Sally Blane, Polly Ann Young en Georgiana Young.

## Verhaal
Nadat Alexander Graham Bell verliefd wordt op een doofstom meisje, is het zijn nieuwe doel om haar te laten communiceren via de telegraaf. Per toeval ontdekt de uitvinder vervolgens dat er ook geluid via de ether gestuurd kan worden. Al snel wordt de uitvinding van de telefoon een feit en Bells leven verandert voorgoed.

## Rolverdeling
| Acteur          | Personage             |
| --------------- | --------------------- |
| Don Ameche      | Alexander Graham Bell |
| Loretta Young   | Mrs. Mabel Bell       |
| Henry Fonda     | Thomas Watson         |
| Charles Coburn  | Gardner Hubbard       |
| Gene Lockhart   | Thomas Sanders        |
| Spring Byington | Mrs. Hubbard          |
| Sally Blane     | Gertrude Hubbard      |
| Polly Ann Young | Grace Hubbard         |
| Georgiana Young | Berta Hubbard         |
| Harry Davenport | Judge Rider           |